# شريف أباد (شوط)
شريف أباد هي قرية في مقاطعة شوط، إيران. يقدر عدد سكانها بـ 399 نسمة بحسب إحصاء 2016.